# Orobothriurus
Genre
Orobothriurus est un genre de scorpions de la famille des Bothriuridae.

## Distribution
Les espèces de ce genre se rencontrent au Pérou en Argentine et au Chili. Sa présence en Bolivie est incertaine.

## Liste des espèces
Selon The Scorpion Files (17/04/2020) :
- Orobothriurus alticola (Pocock, 1899)
- Orobothriurus ampay Ochoa & Acosta, 2003
- Orobothriurus atiquipa Ochoa & Acosta, 2002
- Orobothriurus calchaqui Ochoa, Ojanguren Affilastro, Mattoni & Prendini, 2011
- Orobothriurus compagnuccii Ochoa, Ojanguren Affilastro, Mattoni & Prendini, 2011
- Orobothriurus curvidigitus (Kraepelin, 1911)
- Orobothriurus famatina Acosta & Ochoa, 2001
- Orobothriurus grismadoi Ojanguren Affilastro, Campon, Silnik & Mattoni, 2009
- Orobothriurus huascaran Ochoa, Ojanguren Affilastro, Mattoni & Prendini, 2011
- Orobothriurus paessleri (Kraepelin, 1911)
- Orobothriurus parvus Maury, 1975
- Orobothriurus quewerukana Ochoa, Ojanguren Affilastro, Mattoni & Prendini, 2011
- Orobothriurus ramirezi Ochoa, Ojanguren Affilastro, Mattoni & Prendini, 2011
- Orobothriurus tamarugal Ochoa, Ojanguren Affilastro, Mattoni & Prendini, 2011
- Orobothriurus wawita Acosta & Ochoa, 2000

## Publication originale
- Maury, 1975 : Escorpiones y escorpionismo en el Perú. V: Orobothriurus, un nuevo género de escorpiones altoandinos. Revista Peruana de Entomología, vol. 18, p. 14–25.